# Anton Schmid (Gerechter unter den Völkern)
Anton Schmid (* 9. Jänner 1900 in Wien, Österreich-Ungarn; † 13. April 1942 in Wilna, Litauen) war ein österreichischer Installateur und Unternehmer sowie von 1940 bis 1942 Feldwebel in der Wehrmacht. Schmid rettete hunderte Juden im Wilnaer Ghetto vor dem sicheren Tod. Er sah das als seine christliche Pflicht an. Er wurde von der Wehrmacht dafür verurteilt und hingerichtet.

## Leben
Der gläubige Katholik und parteilose, sozialdemokratisch orientierte Schmid wuchs im 2. Wiener Bezirk auf, in einem jüdisch geprägten Stadtteil, der „Mazzesinsel“. Sein Vater Johann Schmid stammte aus Voitelsbrunn und seine Mutter Anna Thomas aus Nikolsburg. Ab dem 14. Lebensjahr arbeitete er bei der Wiener Post. Als 18-Jähriger wurde er in der Endphase des Ersten Weltkriegs eingezogen und war zwei Monate an der Piavefront in einem Schützenregiment. Danach orientierte er sich beruflich zum Elektriker oder Installateur. 1921 heiratete er Stefanie, mit der er die Tochter Gertrude bekam. 1936 machte er sich in der Brigittenau (20. Bezirk) mit einem Elektrogeschäft selbstständig und verkaufte und reparierte Radios. Seine Frau übernahm die Buchhaltung im Geschäft, seine Tochter arbeitete ebenso mit. Nach dem Einmarsch deutscher Truppen im März 1938 verteilte Schmid Watschen an einen Buben, der in einem benachbarten, jüdisch geführten Knabenmodengeschäft die Auslagenscheiben einschlug. Im Wachzimmer Pappenheimgasse der Polizei wurde er daraufhin geschlagen und einige Stunden festgehalten. 1938 verhalf er einigen jüdischen Bekannten zur Flucht ins Ausland. Am 25. August 1939, wenige Tage vor Hitlers Überfall auf Polen (nach anderer Quelle erst 1940) wurde er zur Wehrmacht eingezogen und in verschiedenen Teilen Polens eingesetzt. Nach einer Unteroffiziersausbildung wurde er zum Feldwebel befördert. Nach Beginn des Russlandfeldzugs am 22. Juni 1941 befand sich Schmid unter den Truppenteilen, die über Weißrussland nach Litauen vordrangen und in Wilna teils begeistert begrüßt wurden. Wilna mit 60.000 Juden als größter Bevölkerungsgruppe war ein geistiges Zentrum des Judentums in Osteuropa.

## Wirken
Nach der Eroberung Wilnas am 24. Juni 1941 wurde Schmid im September 1941 dort Leiter einer „Versprengten-Sammelstelle“. Zudem war er Leiter von einigen für die Wehrmacht arbeitenden Werkstätten, in denen er bis zu 150 Juden beschäftigte. Ihm waren 15 Arbeitsgenehmigungen zugestanden. Diese so genannten „Gelben Scheine“ waren für diese Juden samt ihren Familien lebensrettend und schützten vor dem Zugriff der Einsatzgruppen. Bis zum Jänner 1942 hatte Schmid etwa 90 Arbeitsbescheinigungen ausgestellt. Mehrmals rettete er einige seiner Arbeiter aus dem Lukiszki-Gefängnis, mindestens zwei Personen verschaffte er gefälschte Papiere und Anstellungen.
Bis zum Jänner 1942 transportierte er mit selbst ausgefertigten Marschbefehlen über dreihundert Juden, vor allem Widerstandskämpfer, aus dem Ghetto von Wilna nach Polen und Weißrussland in damals als sicher geltende Ghettos wie Bialystok, Grodno und Lida, wo sie nicht vom Holocaust in Litauen bedroht waren.
Schmids Beitrag zum Aufbau einer jüdischen Widerstandsbewegung gilt als „historisch bedeutend“. Er stellte seine Wohnung für Treffen der jüdischen Widerstandsbewegung zur Verfügung und ließ Mitglieder in seinem Haus versteckt übernachten, um sie vor möglichen Verhaftungen zu schützen. Schmid war auch an der Vorbereitung des Aufstandes im Warschauer Ghetto beteiligt, indem er eine Delegation des jüdischen Widerstands mit einem Lastwagen nach Warschau brachte. Der jüdische Schriftsteller Hermann Adler, der mit seiner Frau Anita mehrere Monate versteckt in Schmids Dienstwohnung gelebt hatte, charakterisierte später Schmid so: Er war ein Anti-Nazi, aber wahrscheinlich nicht in erster Linie aus politischen Erwägungen heraus, sondern eher gefühlsmäßig, weil er … die Judenverfolgung … ablehnte.

## Verurteilung
Im späten Jänner 1942 wurde Schmid bei einer Transportaktion verhaftet und in das Wehrmachtsgefängnis von Wilna überstellt.  Am 25. Februar 1942 wurde in Wilna ein Kriegsgerichtsverfahren wegen Feindbegünstigung und Kriegsverrat eröffnet. Anton Schmid wurde zum Tode mit Aberkennung der bürgerlichen Ehrenrechte verurteilt und am 13. April 1942 erschossen. Die Mauer aus Ziegelsteinen, an der Schmid hingerichtet wurde, ist samt der Einschusslöcher erhalten und wurde in der Dokumentation Anton Schmid – Der gute Mensch von Wilna gezeigt. Schmid wurde am Rande des Soldatenfriedhofs Wilna-Antokol begraben.
Von Anton Schmid sind nur zwei Briefe als schriftliche Selbstzeugnisse überliefert. In einem Brief vom 9. April 1942 schrieb er kurz vor der Hinrichtung an seine Frau: Will Dir noch mitteilen, wie das ganze kam: hier waren sehr viele Juden, die vom litauischen Militär zusammengetrieben und auf einer Wiese außerhalb der Stadt erschossen wurden, immer so 2000 – 3000 Menschen. Die Kinder haben sie auf dem Wege gleich an die Bäume angeschlagen. Kannst Dir ja denken. In diesem Brief bat er seine Familie um Verzeihung: Ich habe nur als Mensch gehandelt und wollte ja niemandem weh tun. Auch schrieb er seiner Frau: Wenn jeder anständige Christ auch nur einen einzigen Juden zu retten versuchte, kämen unsere Parteiheinis mit ihrer Lösung der Judenfrage in verdammte Schwierigkeiten. Unsere Parteiheinis könnten ganz bestimmt nicht alle anständigen Christen aus dem Verkehr ziehen und in ein Loch stecken.
Die Verurteilung wurde in Wien bekannt. Mehrere Nachbarn bedrohten Frau Schmid, einmal wurde ihr die Fensterscheibe eingeschlagen.

## Ehrungen

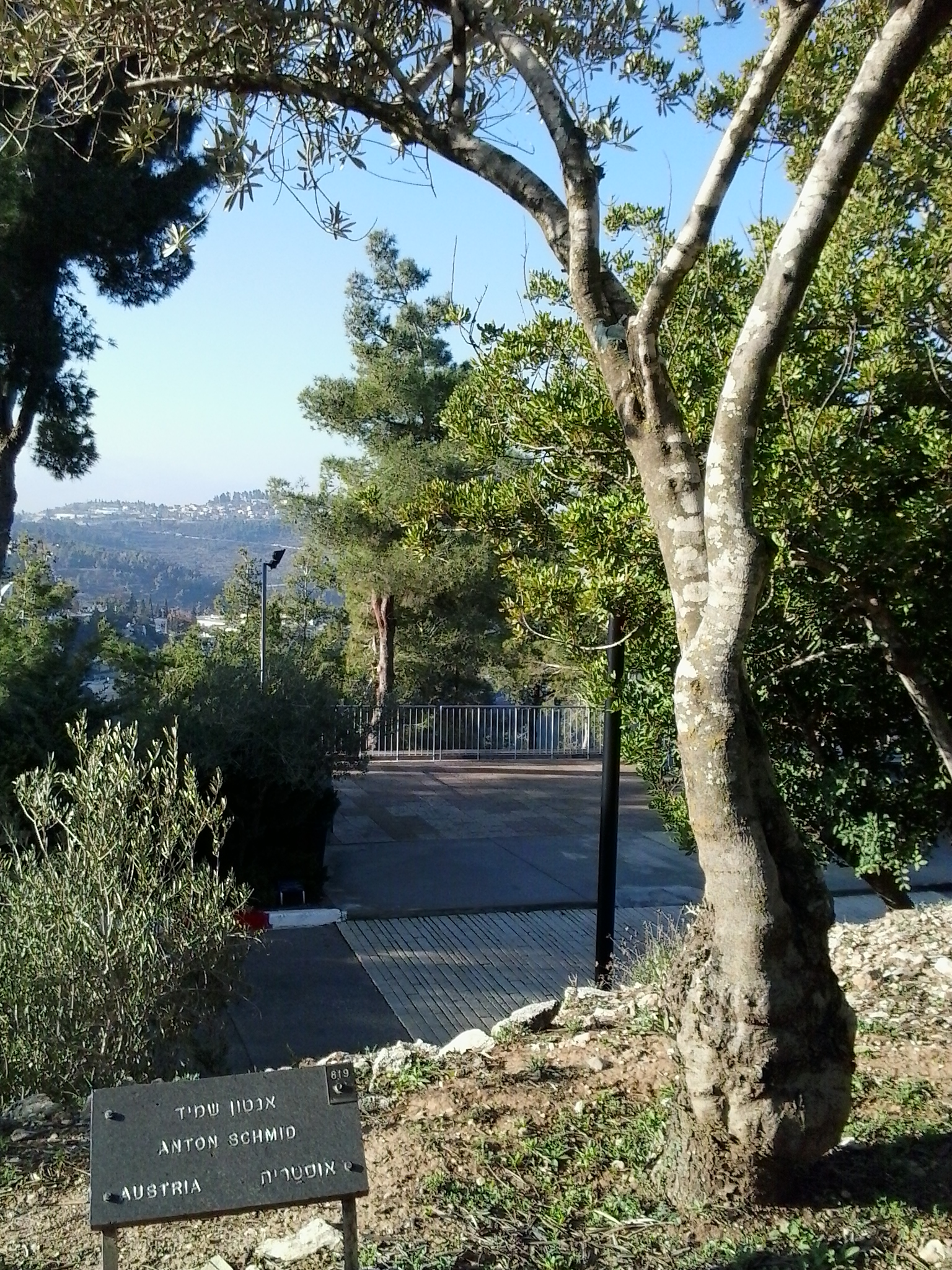
Der zum Gedenken an Anton Schmid in Yad Vashem gepflanzte Baum

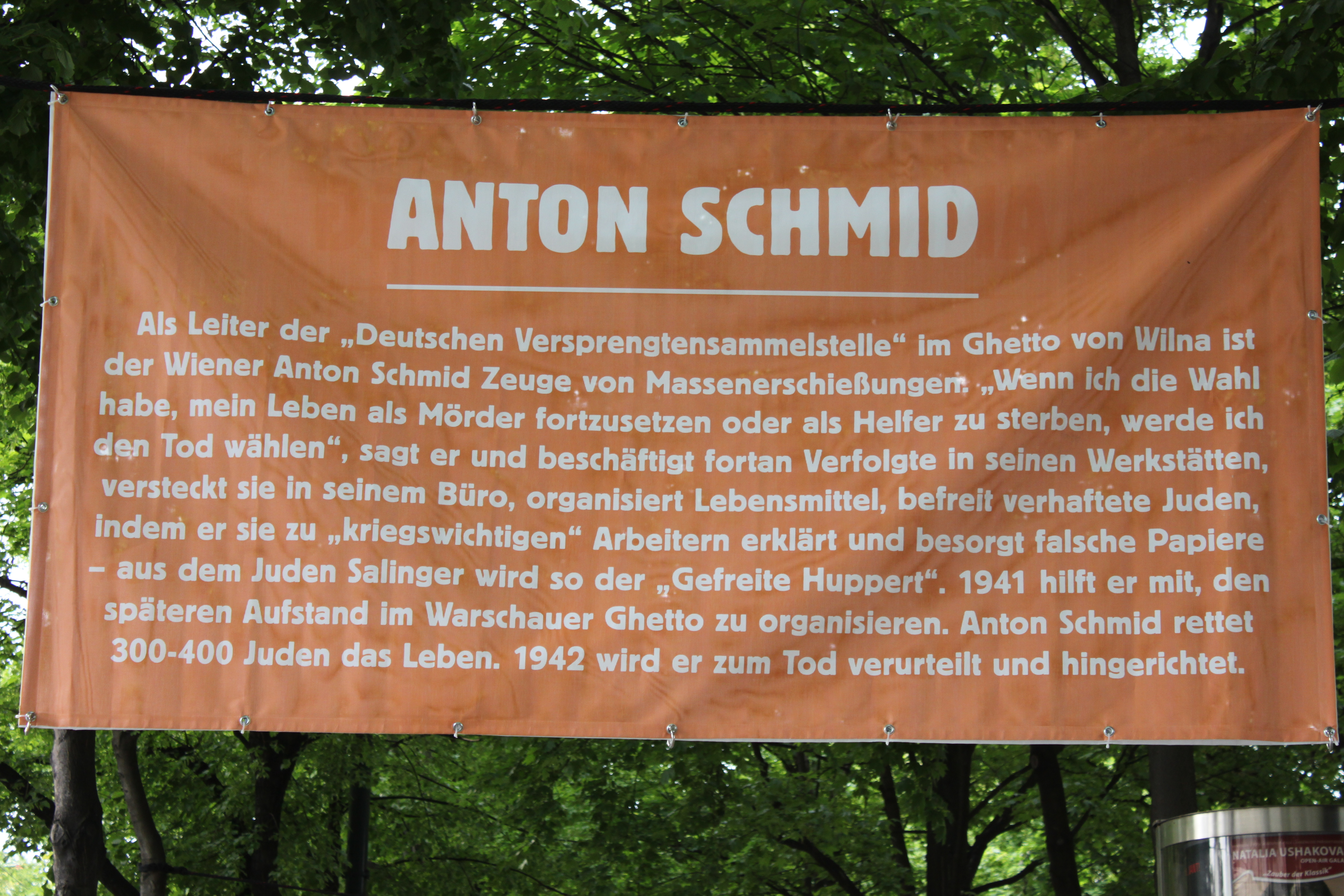
Aktion Allee der Gerechten – A Letter To The Stars in Wien (2011)

- 1961 berichtete Abba Kovner, führender Kopf des jüdischen Widerstandes in Wilna, beim Eichmann-Prozess in Jerusalem über Anton Schmid.[11] Hannah Arendt erwähnte dies 1963 in ihrem Bericht Eichmann in Jerusalem.[12]
- Im Mai 1967 zeichnete Yad Vashem ihn postum – als ersten Soldaten der Wehrmacht[3] – als Gerechten unter den Völkern aus. Der israelische Botschafter in Österreich überreichte die dazugehörige Medaille samt Ehrendiplom an die in Wien lebende Witwe Schmids.
- Der englische Lyriker Thom Gunn würdigte Schmid 1967 in einem Gedicht.
- Am 22. März 1968 wurde im ZDF erstmals der Spielfilm „Feldwebel Schmid“ gesendet.[13]
- Die kommunale Wohnhausanlage „Anton-Schmid-Hof“ in der Brigittenau wurde vom damaligen Wiener Bürgermeister Helmut Zilk nach Beschluss des Gemeinderatsausschusses für Kultur am 11. Dezember 1990 so benannt; zudem wurde dort eine Gedenktafel enthüllt. Seit 2002 besteht parallel zur Brigittenauer Lände die Anton-Schmid-Promenade am linken Ufer des Wiener Donaukanals.
- Am 8. Mai des Jahres 2000 wurde die Kaserne der Heeresflugabwehrschule der deutschen Bundeswehr in Rendsburg in Feldwebel-Schmid-Kaserne umbenannt. Ende März 2011 wurde Rendsburg „militärfrei“; somit erlosch der öffentliche Traditionsname „Feldwebel Schmid“. Das Lehrsaalgebäude in Todendorf trägt seit dem 13. April 2012, seinem 70. Todestag, den Namen „Feldwebel-Schmid-Haus“, im Andenken an den früheren Standort der Heeresflugabwehrschule in der Feldwebel-Schmid-Kaserne in Rendsburg.
- In Haifa, Israel, ist der Platz am Fuß der Templersiedlung Anton-Schmid-Platz (hebräisch כיכר אנטון שמיד) benannt.
- Der Historiker, Unternehmer und Auschwitz-Überlebende Arno Lustiger widmete sein Buch Rettungswiderstand den „Helden des Rettungswiderstandes in Europa“ und nannte dabei an erster Stelle Anton Schmid.[14]
- Seit 2011 hat Schmid ein symbolisches Grab in Wilna, gestiftet von der österreichischen Regierung.[3]
- An der Heeresunteroffiziersakademie in Enns, Oberösterreich, wurde 2012 ein Lehrsaal nach Anton Schmid benannt.[15]
- Am 10. Juli 2013 überreichte der österreichische Bundespräsident Heinz Fischer beim jährlichen Gedenkdienst-Empfang den Gedenkdienern 50 von der Stadt Wien angekaufte Exemplare des Buches Feldwebel Anton Schmid: Ein Held der Humanität von Wolfram Wette. Die Gedenkdiener wurden gebeten, das Buch jeweils an ihre Einsatzstelle weiterzugeben. Auf Einladung des damaligen bundesdeutschen Verteidigungsministers Rudolf Scharping hatte Fischer als Präsident des Nationalrates am 8. Mai 2000 an der Kasernen-Benennung in Rendsburg teilgenommen.
- Im August 2013 wurde die Hauptzufahrtsstraße zum ehemaligen Kasernengelände in Rendsburg (Feldwebel-Schmid-Kaserne) nach Anton Schmid benannt.
- Am 22. Juni 2016, dem 75. Jahrestag des Angriffs der Wehrmacht auf die Sowjetunion, wurde die Harz-Kaserne in Blankenburg umbenannt in „Feldwebel-Anton-Schmid-Kaserne“.
- Auf Initiative des österreichischen Verteidigungsministers Thomas Starlinger erfolgte Anfang 2020 die Umbenennung des Hauptsitzes des österreichischen Verteidigungsministeriums, der Wiener Rossauer Kaserne, in Rossauer Kaserne Bernardis-Schmid, nach Robert Bernardis und Anton Schmid.[16][17][18][19]

## Film
- Feldwebel Schmid, Spielfilm, ZDF, 1967, Regie: Nathan Jariv, Erstsendung im Fernsehen (ZDF): 22. März 1968. Dauer: 98‘30‘‘, s/w-Film

Inhalt: Der aus Wien stammende österreichische Wehrmachts-Feldwebel Anton Schmid ist 1941/42 im litauischen Vilnius stationiert. Dort rettet der Unteroffizier rund 300 Juden durch seinen mutigen Einsatz das Leben und wird selbst dafür von den Nationalsozialisten hingerichtet.
- Menschen & Mächte: Anton Schmid – Der gute Mensch von Wilna, Dokumentation, ORF, 2020, Regie Martin Betz, mit Leopold Altenburg als Anton Schmid. Dauer: 53‘05‘‘[21]